# Prateria nazionale del Piccolo Missouri
La Prateria nazionale del Piccolo Missouri (in inglese Little Missouri National Grassland) è una prateria che si trova nella zona ovest del Dakota del Nord, Stati Uniti d'America. Con i suoi 416,037 ha, è la più estesa prateria dello Stato. Come enclave, nei suoi confini si trova il Parco nazionale Theodore Roosevelt, che è amministrato dal Servizio Nazionale dei Parchi. Il Little Missouri National Grassland è stato in passato parte del Custer National Forest, ma ora appartiene al Dakota Prairie Grasslands, un ente dello United States National Forest, facente parte totalmente delle Praterie Nazionali. 
Caratteristiche prevalenti della prateria sono i multicolori e belli calanchi, terreni ampiamente erosi da vento e acqua. È una prateria di erbe miste, cioè erbe basse e alte.
I confini della prateria su alcune mappe possono essere distorcenti. Entro i confini della prateria nazionale vi sono significative porzioni di proprietà di privati e dello Stato, molti dei quali affittati ad allevatori di bovini per il pascolo.
Complessivamente, in ordine decrescente di area, si trovano in parti delle contee di McKenzie, Billings, Slope e Golden Valley.
La terra privata inframezza gli acri della prateria pubblica e vi sono grosse mandrie che pascolano attraverso 253 assegnazioni nel distretto di Medora e più di 190 in quello di Mckenzie.
Il Piccolo Missouri serpeggia attraverso la prateria e White Butte, il punto più alto del Dakota del Nord, che si trova nell'angolo dell'estremità sudest, a sud della città di Amidon.
La prateria è amministrata dal Forest Service, come parte dei Dakota Prairie Grasslands da uffici a Bismarck. Vi sono uffici distrettuali locali di ranger a Dickinson e a Watford City.
Le esplorazioni, estrazioni e le distribuzioni di petrolio e di gas in corso nella regione hanno il potenziale per impatti negativi a lungo termine su suolo, acque, vegetazione e fauna della prateria, comprese le specie minacciate e danneggiate.